# PROJECT SCARD
『PROJECT SCARD』（プロジェクトスカード）は、フロンティアワークスによるメディアミックス作品。ドラマCDやキャラクターソング、声優によるインターネット配信番組、テレビアニメを展開するプロジェクト。
国による経済特区予定地である東京の暁特区を舞台として、ディヴァイン・タトゥーと呼ばれる神獣の力を持った人間のスカードの活躍が描かれる。

## 登場人物
声は、テレビアニメの担当声優。演は、舞台の担当俳優。
嵐柴 エイジ（あらしば エイジ）
声 - 髙坂篤志 / 演 - 仲田博喜
誕生日：1月9日、年齢：24歳、身長：185cm、タトゥー：ケルベロス、能力：殺気の臭いに反応する。
暁特区におけるトラブルシューターの一人。「ヘリオス」におけるリーダーであり、4年前に起きた暁抗争から無法地帯とされた暁特区を保護した英雄でもある。武器は二丁拳銃。ブックカフェ「ティターン」の店長。
嵐柴 カズマ（あらしば カズマ）
声 - 千葉翔也 / 演 - TAKA（CUBERS）
誕生日：6月3日、年齢：18歳、身長：179cm、タトゥー：ケットシー、能力：タトゥーの能力を阻害·封印。趣味はアニマルグッズ集め。
エイジの弟でエイジに強い憧れを抱いている。ブックカフェ「ティターン」をエイジらに代わって自身で仕切る。子ども相手では不器用だが、真面目な性格でもある。武器はバンリから受け継いだ日本刀。
茶木縞 カガミ（さきしま カガミ）
声 - 榎木淳弥 / 演 - 正木郁
誕生日：4月19日、年齢：23歳、身長：177cm、タトゥー：ウロボロス、能力：触れたものの肉体を変化させる。
「ヘリオス」所属で「ウロボロス」のタトゥーを持つスカード。エイジとは親友に当たる。博知でタトゥーや医術、呪術などに詳しい。元は「サキシマ·ホールディングス」という会社の御曹司だったらしいが、カズマの仲間になってから実家を出た。白銀の長髪が特徴的。
鷲峰 ラン（わしみね ラン）
声 - 益山武明 / 演 - 平賀勇成
誕生日：8月1日、年齢：21歳、身長：180cm、タトゥー：フレスヴェルグ、能力：氷を生成、操作する。趣味はお菓子作り。
「アルテミス」所属で「フレスヴェルグ」のタトゥーを持つスカードの一人。ジンとはアズサにて双翼として忠誠を誓った上で「アルテミス・ファイナンス」の専務を担当する。武器は日本刀に似ている武。
烏末 ジン（からすえ ジン）
声 - 野上翔 / 演 - 田淵累生
誕生日：10月31日、年齢：21歳、身長：179cm、タトゥー：モリガン、能力：幻影能力。普段は炎の能力と偽っている。趣味はアニメ鑑賞。
「アルテミス」所属で「モリガン」のタトゥーを持ったスカード。暁特区に置く大企業「アルテミス・ファイナンス」の専務を担当する。定時退勤してアニメを見るのが生き甲斐。武器は鉄扇（てっおう)。
龍眞 コウガ（たつま コウガ）
声 - 八代拓 / 演 - 小波津亜廉
誕生日：11月8日、年齢：36歳、身長：188cm、タトゥー：ファフニール、能力：自身や物質の強度を増す、趣味はパチンコ、競馬。
「公安特務」の警察官。スカードを監視しており、「ファフニール」のタトゥーを持つスカードである。タトゥーの力で刃物などを身体で受け止めることができる。武器は長方形型の長い刃がついてる剣。一見気のいいおじさんだが、キレると素の性格になり口調が荒くなる。自分の目的のためなら他人を脅迫することもある。同僚のイツキには、全く相手にされていない。
虎尊 イツキ（とらたか イツキ）
声 - 畠中祐 / 演 - 山上佳之介
誕生日：2月29日、年齢：17歳、身長：174cm、タトゥー：キュウキ、能力：空中を移動する能力。
コウガと同じ「公安特務」の警察官。「キュウキ」のタトゥーを持つスカードである。武器は青いナイフだが通常は二丁拳銃で戦う。コウガより年下だが「公安特務」に入ったのは先。白銀の髪に赤い眼。あまり食事をとらず、いつもは栄養サプリメントに頼っているが、甘いものが好きらしい（ドーナッツなど)。
甲斐 ヤマト（かい ヤマト)　
声 - ランズベリー・アーサー / 演 - 菊池修司
誕生日：7月20日、年齢：20歳、身長：182cm。趣味は散歩。
暁特区内にて不法居住者が集合する「B1」でミナトと共に暮らしながら逃がし屋として活躍。エイジが亡くなってからはエイジのタトゥーのケルベロスを受け継いだ。武器はカズマが使わなくなった拳銃を受け継いだ。　　　　　　
甲斐 ミナト（かい ミナト）
声 - 山谷祥生 / 演 - 三原大樹
誕生日：3月30日、年齢：14歳、身長：165cm。
ヤマトの弟。4年前に起きた暁抗争で両親を亡くし、その頃にヤマトと出会い兄弟に。甲斐家では家事を務める。ヤマトをとても尊敬している。
三門 バンリ（みかど バンリ）
声 - 福山潤 / 演 - 佐織迅
誕生日：2月22日、年齢：24歳、身長：183cm
先代の「ケット・シー」。当初は「ヘリオス」としてエイジらとチームを結成したが、今は旅に出ているらしい。自由気ままな性格で、楽しいことが好き。
鞍馬 ホクト（くらま ホクト）
声 - 福原かつみ / 演 - 佐藤たかみち
誕生日：5月25日、年齢：23歳、身長：185cm、タトゥー：ボレアス、能力：高出力の空気弾を放つ。「ダスク」のリーダー。　　　　　　　　　

由岐 アズサ（ゆき アズサ）
声 - 釘宮理恵 / 演 - 斉藤瑞季
誕生日：9月15日、年齢：25歳、身長：170cm、タトゥー：アルテミス、能力：月の光をどのような性質にも変化する。会社「アルテミス・ファイナンス」のリーダー。

先代フレスヴェルグ
声 - 津田健次郎
先代モリガン
声 - 上田燿司

## 用語
暁特区
本作の舞台となる街の名。元は商業特区として開発されたが、企業間抗争で荒廃しスラム化。不法滞在者や組織構成員による争いが絶えないが、特区内の組織「アルテミス」や「ヘリオス」によって治安が保たれている。
タトゥー
正式名称は「デヴァイン・タトゥー」。古代の荒ぶる神々を呪術的に封じたタトゥーで、それぞれが違った能力を持つ。タトゥーは儀式によって他人に受け継がせることができるが、宿主が死去したときは消滅する。
タトゥーの持ち主は「スカード」と呼ばれる。
ヴァイオレート・タトゥー
タトゥーの中でも強力な力を持ち、制御が難しいタトゥー。継承儀式がなくとも宿主を見つけて出現する。
魔弾
「神撃ちの魔弾」「ディサイド・バレット」とも呼ばれる。タトゥーに封じられた神を殺す呪物。狙えば決して標的をはずさず、タトゥーの防御を貫き確実に神を殺すことができる。作るためには時間と代償が必要とされる。

## ドラマCD
- 「PROJECT SCARD」ドラマCD プロローグ編 2020年3月25日発売[6]
- 「PROJECT SCARD」ドラマCD エイジ・カガミ編 2020年5月27日発売[7]
- 「PROJECT SCARD」ドラマCD ラン・ジン編 2020年6月24日発売[8]
- 「PROJECT SCARD」ドラマCD コウガ・イツキ編 2020年7月29日発売[9]
- 「PROJECT SCARD」ドラマCD カズマ・ヤマト編 2020年8月26日発売[10]

## キャラクターソング
- 「PROJECT SCARD」キャラクターソング エイジ&カガミ編 2020年9月30日[11]
- 「PROJECT SCARD」キャラクターソング ラン&ジン編 2020年10月28日[12]
- 「PROJECT SCARD」キャラクターソング コウガ&イツキ編 2020年11月20日[13]
- 「PROJECT SCARD」キャラクターソング カズマ&ヤマト編 2020年12月23日[14]

## 漫画
黒榮ゆいによる漫画『PROJECT SCARD〜獣たちの正義〜』が、『少年マガジンエッジ』（講談社）にて2020年10月号より2021年3月号まで連載された。
- GoHands×Frontier Works（原作）、八薙玉造（シナリオ）、黒榮ゆい（漫画）『PROJECT SCARD〜獣たちの正義〜』講談社〈マガジンエッジKC〉、2021年3月5日発売[16]、ISBN 978-4-06-522667-4

## テレビアニメ
2021年1月から4月まで『プレイタの傷』（プレイタのきず）のタイトルで、毎日放送・TBSほか『アニメイズム』B1枠にて放送された。ドラマCDの後のストーリーが描かれる。

### あらすじ
甲斐ヤマトは暁特区でマフィアのダスクとの戦闘中、「英雄」と呼ばれた嵐柴エイジに助けられる。重傷を負ったヤマトに、エイジは自分のタトゥー・ケルベロスを受け継がせ、死去する。ヤマトはエイジに代わり、特区を守るため戦いに身を投じる。

### スタッフ
- 原作 - GoHands[17]、フロンティアワークス[17]
- 監督・キャラクターデザイン - 鈴木信吾[17]
- 脚本 - 八薙玉造[17]
- 総作画監督 - 古田誠[17]、谷圭司[17]
- メカデザイナー - 大久保宏[17]
- メインアニメーター - 内田孝行[17]、大久保宏[17]
- 音楽 - コーニッシュ[17]、GOON TRAX[17]
- 美術監督 - 内藤健[17]
- 撮影監督 - 武貞慎之介[17]
- 音響監督 - 村松久進[17]
- 音楽制作 - フロンティアワークス/宙の音、FABTONE
- 音楽プロデューサー - 吉川明、寿福知之
- プロデューサー - 長谷川和彦、松本拓也、山崎史紀、長谷川嘉範、亀井博司、林俊安
- アニメーションプロデューサー - 岸本鈴吾
- アニメーション制作 - GoHands[17]
- 製作 - Praeter-Project[17]

### 主題歌
オープニングテーマ「プレイタの傷」およびエンディングテーマ「BUSTLING SHOW」は、作詞をAKANE、作曲をRyosuke Kojimaが手掛ける。歌は甲斐ヤマト（ランズベリー・アーサー）、嵐柴エイジ（髙坂篤志）、嵐柴カズマ（千葉翔也）、茶木縞カガミ（榎木淳弥）、鷲峰ラン（益山武明）、烏末ジン（野上翔）、龍眞コウガ（八代拓）、虎尊イツキ（畠中祐）の8人で、エンディングテーマの歌唱は最終話のみとなっている。

### 各話リスト
| 話数 | サブタイトル         | 絵コンテ | 演出              | 作画監督                                                   | 初放送日      |
| --- | -------------------- | -------- | ----------------- | ---------------------------------------------------------- | ------------- |
| 第1話 | この街には英雄がいた | 横峯克昌 | 横峯克昌          | 安達翔平 植木理奈 内田孝行 古田誠 関谷夏実 谷圭司 藤坂真衣 | 2021年 1月9日 |
| 暁特区で人助けをしているヤマトは義理の弟ミナトと暮していた。ある日、特区で英雄と呼ばれるエイジと出会う。ダスクとの戦闘でヤマトは重傷を負うが、エイジは自分のタトゥー「ケルベロス」をヤマトに移し、ヤマトを蘇生させると、自分のあとをまかせて息絶える。 |                      |          |                   |                                                            |               |
| 第2話 | ケルベロス           | 横峯克昌 | 立花昌之          | 安達翔平 植木理奈 関谷夏実 谷圭司 藤坂真衣 古田誠          | 1月16日       |
| 病院で目覚めたヤマトは、公安のコウガにエイジが「神撃ちの魔弾」によってタトゥーを失い死んだことを知らされ、弟のミナトを盾に協力するよう脅しつけられる。病院を襲うダスクとヤマトは交戦。ヤマトはタトゥーによって銃弾を弾き返すほどの強さを手に入れていた。そこへエイジの弟カズマがかけつける。カズマはヤマトを責め立てるが、傷が開いたヤマトは再び倒れてしまう。 |                      |          |                   |                                                            |               |
| 第3話 | アルテミスの双翼     | 金澤洪充 | 立花昌之          | 安達翔平 植木理奈 関谷夏実 谷圭司 藤坂真衣 古田誠          | 1月23日       |
| 1週間後、ヤマトはティターンで目覚める。怪我はカガミの能力で回復したが、カズマは兄を死なせ、ケルベロスを継承したヤマトを詰問する。店に両親とはぐれた少女が助けを求めにくる。ヤマトは少女を特区の外に送り届けるため、店を出る。カズマはカガミに諭され、ヤマトを追って拳銃とホルスターを渡す。アルテミスのランとジンが待ち伏せ、二人と交戦。逃げた少女は両親と共にダスクに捕まるが、ランとジンがダスクを無力化し、一家を逃がす。                                                              |                      |          |                   |                                                            |               |
| 第4話 | 公安特務             | 金澤洪充 | 金澤洪充 山岸徹一 | 後藤玲奈 谷圭司 古田誠 堀ほのか                            | 1月30日       |
| カズマは以前見たフェンリルのスカードを探していた。ヤマトはスカードにやられた怪我人をカズマと運び、店に戻るとコウガが来ていた。ヤマトは逃げ出すが、イツキが投降を呼びかけ交戦。コウガは歯向かったカズマを能力で抑え込む。カガミは公安が制御できないスカードでもアルテミスのようにまとまっていれば見逃すことを引き合いにして、ヤマトをヘリオスに入れると宣言。コウガは交渉に応じイツキと引き上げる。ヤマトはヘリオスに正式加入する。                                                         |                      |          |                   |                                                            |               |
| 第5話 | 我ら双翼は誓う       | 島津裕行 | 金澤洪充 山岸徹一 | 後藤玲奈 谷圭司 古田誠 堀ほのか                            | 2月6日        |
| 3年前、先代双翼からタトゥーを継承したランとジン。アルテミスの構成員がフェンリルのスカードに襲撃される事件が発生。ランとジンはティターンを訪ね、フェンリルの情報を求める。カガミは暁抗争の際、エイジがフェンリルを倒したという。ランとジンは先代フェレスヴェルグを訪ね、アルテミスにダスクと繋がる裏切者がいることとフェンリルについて相談。裏切者は先代だった。ランとジンは毒を盛られるが、モリガンの能力で欺く。そこへアズサがあらわれ、双翼は先代を処刑して改めて忠誠を誓う。            |                      |          |                   |                                                            |               |
| 第6話 | 力による正義         | 金澤洪充 | 立花昌之          | 植木理奈 内田孝行 関谷夏実 谷圭司 藤坂真衣 古田誠 室井大地 | 2月13日       |
| ヤマトと交戦したイツキは彼が理解できず、公安で保護されているミナトに話をきく。連日フェンリルを追っていたカズマは風邪をひいてしまう。警官がフェンリルに襲われ、公安も捜査に介入。イツキは現場にかけつけたヤマトと別れたあとフェンリルに襲撃され、ヤマトに助けられる。その頃、ダスクのリーダー・ホクトはカズマに狙いを定めていた。 |                      |          |                   |                                                            |               |
| 第7話 | ダスク現る           | 島津裕行 | 立花昌之          | 植木理奈 内田孝行 関谷夏実 谷圭司 藤坂真衣 古田誠 室井大地 | 2月20日       |
| カズマはフェンリルを逃がしたヤマトに怒りを爆発させ、戦いを挑むが歯が立たない。カズマはフェンリルを追って、ホクトとダスク軍に遭遇し一人で交戦する。ヤマトが駆け付け、カガミは狙撃銃で加勢。ホクトはいったん手を引く。 |                      |          |                   |                                                            |               |
| 第8話 | 夜明け               | 横峯克昌 | 横峯克昌          | 内田孝行 後藤玲奈 谷圭司 古田誠 堀ほのか                   | 2月27日       |
| ホクトとダスクはヘリオス殲滅に動く。衰弱したカズマに代わってヤマトが交戦する。そこへアルテミスのランとジン、アズサがあらわれる。アズサの能力でダスクは壊滅。公安のイツキもコウガを連れて参戦。現場から逃れたホクトの前にフェンリルが姿を見せる。翌朝、戦いを終えたアルテミス、公安、ヘリオスはそれぞれの持ち場へ引きあげる。 |                      |          |                   |                                                            |               |
| 第9話 | 魔狼の爪痕           | 金澤洪充 | 横峯克昌          | 内田孝行 後藤玲奈 谷圭司 古田誠 堀ほのか                   | 3月6日        |
| 特区の暴動はマスコミでも報道される。ヤマトとイツキはホクトを意識不明の重体にしたフェンリル出現現場を調査。カズマはまだ体が回復しない。夜、アルテミスに出勤したランとジンは構成員たちとアズサが何者かに襲撃され倒れているのを発見。目撃者からある証言をきく。カガミは一人でフェンリルと対峙する。駆け付けたヤマトは倒れているカガミを介抱しようとするが、ランとジンはフェンリルの正体はカズマだと言う。戦いを挑む二人に、ヤマトは武器を捨て、カガミを病院に運ぶまで待ってほしいと頼む。     |                      |          |                   |                                                            |               |
| 第10話 | 月と太陽と           | 金澤洪充 | 山岸徹一          | 内田孝行 関谷夏実 谷圭司 古田誠 室井大地                   | 3月13日       |
| カガミは病院に運ばれるが、病院を抜け出そうとする。カガミはアズサの車で現場に向かう。ヘリオスとアルテミスが交戦する。カズマとラン、ヤマトとジンは死闘を繰り広げるが、アズサとカガミが到着。カガミはフェンリルはカズマだと証言。ヤマトたちの目の前でカズマはフェンリルに変貌する |                      |          |                   |                                                            |               |
| 第11話 | フェンリル           | 島津裕行 | 山岸徹一          | 内田孝行 関谷夏実 谷圭司 古田誠 室井大地                   | 3月20日       |
| 暁抗争の最中、フェンリルはカズマの中にあらわれ暴走。それを抑えるため、バンリは自らのケットシーをカズマに継承させ命を落としていたが、カズマにその記憶はなかった。カズマを乗っ取ったフェンリルはカガミが魔弾を作り、エイジを殺したと暴露し姿を消す。カガミはエイジを「英雄」の重荷から解放しようとしたが、ヤマトが庇って失敗したと怒りをぶつける。公安は特区を抑えるためカガミと手を組んでおり、機動隊を入れる。                                                                             |                      |          |                   |                                                            |               |
| 第12話 | 暁封鎖               | 横峯克昌 | 立花昌之          | 内田孝行 後藤玲奈 谷圭司 古田誠 堀ほのか                   | 3月27日       |
| 特区は機動隊に封鎖される。カガミは1年前、公安のコウガにいいくるめられ、魔弾を作ったと告白。コウガとイツキはランとジンと交戦。ヤマトはカズマを助けるため、カズマの姿のフェンリルと交戦するが、圧倒されて瀕死の状態になる。悩むカガミの前に死んだはずのエイジがあらわれる。 |                      |          |                   |                                                            |               |
| 第13話 | 暁の英雄             | 金澤洪充 | 立花昌之          | 安達翔平 内田孝行 後藤玲奈 谷圭司 古田誠 堀ほのか          | 4月3日        |
| コウガたちに撤退命令が出る。フェンリルの前にエイジがあらわれる。エイジは公安に死んだことにされ、怪我の手当を受けていた。カガミに傷をふさいでもらったヤマトもかけつける。ヤマトに説得され、カズマとせめぎあうフェンリルをエイジが魔弾で撃つ。カズマは正気を取り戻し、ヤマトと組んで機動隊と戦う。それから数週間後、エイジは悩むカガミに魔弾の代償をさがしてくれと頼む。公安に保護されるミナトはイツキに法律に関わる仕事がしたいと語る。ヤマトはティターンを手伝いながら、カズマと街を守る。 |                      |          |                   |                                                            |               |

### 放送局
| 放送期間              | 放送時間                     | 放送局    | 対象地域   | 備考                |
| --------------------- | ---------------------------- | --------- | ---------- | ------------------- |
| 2021年1月9日 - 4月3日 | 土曜 1:55 - 2:25（金曜深夜） | 毎日放送  | 近畿広域圏 | 製作参加 / 字幕放送 |
|                       |                              | TBSテレビ | 関東広域圏 | 字幕放送            |
|                       | 土曜 2:30 - 3:00（金曜深夜） | BS-TBS    | 日本全域   | BS/BS4K放送         |

インターネットでは2021年1月9日以降、MBS動画イズム、TVer、GYAO!、Amazonプライム・ビデオ、dアニメストア、FOD、Hulu、J:COMオンデマンド、milplus、Paravi、TELASA、U-NEXT、あにてれ、アニメ放題、スマートパスプレミアム、バンダイチャンネル、DMM.com、Google Play、GYAO!ストア、HAPPY!動画、music.jp、Rakuten TV、TSUTAYA TV、ニコニコチャンネル、ひかりTV、ビデオマーケットにて配信。
| 毎日放送・TBS アニメイズム B1 | 毎日放送・TBS アニメイズム B1 | 毎日放送・TBS アニメイズム B1 |
| 前番組                        | 番組名                        | 次番組                        |
| ----------------------------- | ----------------------------- | ----------------------------- |
| 炎炎ノ消防隊 弐ノ章           | プレイタの傷                  | BLUE REFLECTION RAY/澪        |

### BD / DVD
| 巻 | 発売日        | 収録話          | 規格品番  | 規格品番  |
| 巻 | 発売日        | 収録話          | BD        | DVD       |
| -- | ------------- | --------------- | --------- | --------- |
| 1  | 2021年4月28日 | 第1話 - 第3話   | DMPXA-169 | DMPBA-169 |
| 2  | 2021年5月26日 | 第4話 - 第6話   | DMPXA-170 | DMPBA-170 |
| 3  | 2021年6月30日 | 第7話 - 第9話   | DMPXA-171 | DMPBA-171 |
| 4  | 2021年7月28日 | 第10話 - 第13話 | DMPXA-172 | DMPBA-172 |

## 動画番組
フロンティアワークス公式youtubeチャンネルにて出演声優によるPROJECT SCARDの紹介番組『プロスカTV!』が2020年4月7日から7月28日にかけて全16回配信された。毎週火曜18時更新、大体13分から19分の内容。ナレーションは公式アンバサダーでもある山上佳之介が担当した。
- パーソナリティ
  - 4月担当 - 益山武明（鷲峰ラン役）、野上翔（烏末ジン役）[24]
  - 5月担当 - 八代拓（龍眞コウガ役）、畠中祐（虎尊イツキ役）[25]
  - 6月担当 - 千葉翔也（嵐柴カズマ役）、ランズベリー・アーサー（甲斐ヤマト役）[26]
  - 7月担当 - 髙坂篤志（嵐柴エイジ役）、榎木淳弥（茶木縞カガミ役）[27]

## イベント
ファンミーティングと朗読劇は、当初の予定では会場に集客する形での開催が予定されていたが、新型コロナウィルス感染症の流行の影響によりいずれも無観客配信の形でDMM.comから配信された。テレビアニメの第1話先行上映会も同様の形態で行われた。
- ファンミーティング『PROJECT SCARD ファンミーティング』が、2020年9月6日に昼夜に全2公演で配信された[30]。
- 朗読劇『プレイタの傷〜リーディングイベント〜』が、2020年10月24日・25日の昼夜に全4公演で配信された[31]
- 先行上映会『プレイタの傷-先行上映会-』が、2020年12月19日の夜に全1回配信された[32]。

## 舞台
2021年11月12日から14日にかけて京都劇場、同年11月18日から21日にかけてヒューリックホール東京で、テレビアニメを原作とした『舞台「プレイタの傷」』が公演された。脚本・演出は、久保田唱。